# کمیته المپیک تانزانیا
کمیته المپیک تانزانیا (انگلیسی: Tanzania Olympic Committee) یک سازمان ورزشی است که نماینده کشور تانزانیا در کمیته بین‌المللی المپیک می‌باشد.
این سازمان که در سال ۱۹۶۸ تأسیس شده مسئول آماده‌سازی و اعزام ورزشکاران به بازی‌های المپیک، بازی‌های المپیک جوانان و بازی‌های آفریقایی است.